# Canton de La Chapelle-Saint-Luc
Le canton de La Chapelle-Saint-Luc est une ancienne division administrative française, située dans le département de l'Aube en région Champagne-Ardenne.

## Géographie
Ce canton comprenait une partie de la commune de La Chapelle-Saint-Luc et celle des Noës-près-Troyes dans l'arrondissement de Troyes. 

## Histoire
Le canton est créé en 1985.
Par le décret du 21 février 2014, il est supprimé à compter des élections départementales de mars 2015. La Chapelle-Saint-Luc est rattachée au canton de Troyes-3 et Les Noës-près-Troyes à celui de Troyes-2.

## Administration
| Période | Période | Identité                | Étiquette | Qualité                                                                                              |
| ------- | ------- | ----------------------- | --------- | --- |
| 1985    | 1998    | Roger Dujeancourt       | UDF       | Maire de Les Noës-près-Troyes                                                                        |
| 1998    | 2015    | Marie-Françoise Pautras | PCF       | Retraitée de l'Enseignement Adjointe au maire, puis conseillère municipaqle de La Chapelle-Saint-Luc |

## Composition
Le canton de La Chapelle-Saint-Luc comprenait une fraction de la commune de La Chapelle-Saint-Luc et celle des Noës-près-Troyes. Il comptait 11 919 habitants (population municipale) au 1er janvier 2012.
| Nom                               | Code Insee | Intercommunalité              | Population (dernière pop. légale)              |
| --------------------------------- | ---------- | ----------------------------- | ---------------------------------------------- |
| La Chapelle-Saint-Luc (chef-lieu) | 10081      | CA Troyes Champagne Métropole | Fraction : 8 760(2012) Commune : 12 428 (2014) |
| Les Noës-près-Troyes              | 10265      | CA Troyes Champagne Métropole | 3 216 (2014)                                   |

## Démographie
| 1990   | 1999   | 2006   | 2011   | 2012   |
| ------ | ------ | ------ | ------ | ------ |
| 16 986 | 17 010 | 12 966 | 11 919 | 11 919 |